# Albert A. Sicroff
Albert A. Sicroff, (7 de diciembre de 1918-Chatsworth, California; 5 de junio de 2013) fue un hispanista estadounidense.

## Biografía
Estudió en el Brooklyn College —hoy CUNY— con el erudito sefardí Maír José Bernadete. Hizo su doctorado en el Collège de France en 1948 y su tesis constituyó un estudio clásico sobre la importancia que tuvieron los estatutos de limpieza de sangre en la España del Siglo de Oro, Les controverses des statuts de pureté de sang en Espagne du XV au XVII siècle (Paris: Didier, 1960), que fue traducida como Los estatutos de limpieza de sangre: Controversias entre los siglos XV y XVII (Madrid, 1979) y ha sido reimpreso en 1985 y también en la serie 'Juan de la Cuesta'. Ha publicado asimismo otros estudios sobre aspectos ideológicos del Siglo de Oro, como The Spanish Obsession (Midstream, 1957) y Sobre el estilo del Lazarillo de Tormes, 1957. Fue uno de los principales discípulos de Américo Castro en la Universidad de Princeton y luego enseñó en la Universidad de Nueva York, en el Queens College. Se casó con la también hispanista Carmen Salazar y murió en California el 5 de junio de 2013.

## Obras
- Les controverses des statuts de pureté de sang en Espagne du XV au XVII siècle (Paris: Didier, 1960), traducida como Los estatutos de limpieza de sangre: Controversias entre los siglos XV y XVII (Madrid, 1979), reimpreso varias veces más.
- Clandestine Judaism in the Hieronymite Monastery on Nuestra Señora de Guadalupe, New-York: Las Americas publishing company, 1965.
- The "Jeronymite Monastery of Guadalupe in 14th and 15th Century Spain", Oxford: The Lincombe Lodge Researche Library, 1965.